# 中華民國大陸時期歷史年表
中華民國大陸時期指的是1911年至1949年間中華民國行政中央位于中國大陸的时期。1949年之後中華民國政府失去对中國大陸的控制，仅管轄台灣、澎湖、金門、馬祖及東沙群島和南沙太平島等島嶼。

## 1910年代

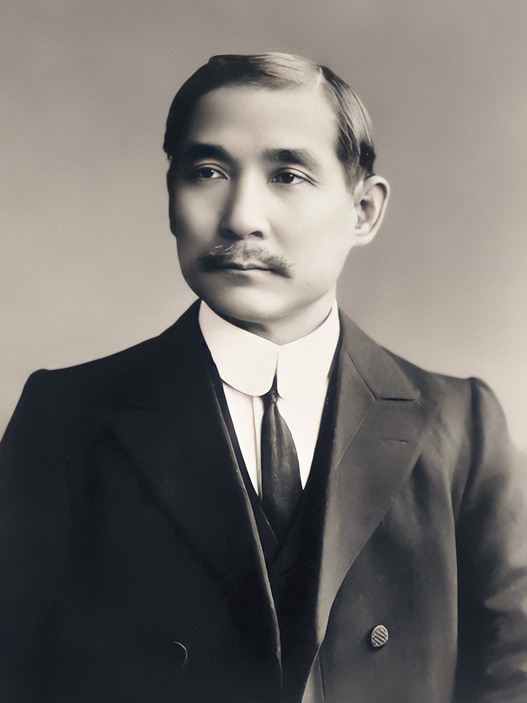
国父孙中山，辛亥革命的发起人

- 1911年10月10日，武昌起義爆发；12日成立中華民國軍政府鄂軍都督府。至1912年2月12日，辛亥革命推翻清朝[1]。
- 1912（民國元年）
  - 1月1日，中華民國成立，孫中山任臨時大總統，臨時首都設於南京。
  - 2月12日，溥儀退位；2月29日，袁世凱於北京就任第二屆臨時大總統。
  - 3月11日，孫中山公布《中華民國臨時約法》，採內閣制，作為國家的臨時基本法。
- 1913（民國二年）：
  - 3月20日，国民党代理理事长宋教仁在上海遇刺
  - 4月26日，签署善後大借款协议
  - 6月，袁世凯罷免了都督柏文蔚、李烈鈞、胡漢民
  - 7月12日，李烈钧首先宣布江西独立，二次革命爆发但很短时间内失败。
  - 10月10日，袁世凱就任第一屆大總統。
- 1914（民國三年）：
  - 第一次世界大戰爆发，日本入侵山东。
  - 中華革命黨成立
  - 袁世凱解散國會，制定《新約法》採總統制。
- 1915（民國四年）
  - 日對中提《二十一條要求》。
  - 楊度等人組籌安會，發表《君憲救國論》勸進帝制。
  - 袁世凱預備稱帝並改國號為中華帝國，蔡鍔等發動護國戰爭。
  - 陳獨秀創《青年雜誌》。
- 1916（民國五年）
  - 袁世凱改國號為洪憲，
  - 6月6日袁世凱逝世，黎元洪任總統，段祺瑞任國務總理。
  - 8月，郑家屯事件
- 1917（民國六年）
  - 府院之爭，張勛擁溥儀復辟失敗，孫中山在廣州成立軍政府展開護法運動，與北洋軍對抗。
  - 吳稚暉編《國音字典》。
  - 毛澤東于長沙設新民學會。
- 1918（民國七年）
  - 魯迅發表小說《狂人日記》。詩人蘇曼殊逝。
  - 中國科學社遷回國内，設在南京高師。
  - 軍政府改組，改大元帥制為委員制，孫中山權力被架空。
  - 南澳大地震
- 1919（民國八年）：
  - 五四運動，蔡元培辭北京大學校長職，上海發起中國首次大規模罷工 。
  - 中華革命黨改組為中國國民黨。
  - 北洋政府交通總長曹汝霖遭彈劾免職。

## 1920年代
- 1920（民國九年）
  - 爆發京國之爭，教育界做出以北京語音為標準音的決議，在學校推廣新國语
  - 7月14日—7月23日，直皖战争
  - 甘肃省海原县发生8.5级大地震，是中国有地震记载中最高烈度地震之一，造成234,117到273,400人死亡。

- 1921（民國十年）：
  - 學衡社成立
  - 郭沫若和郁達夫合辦創造社。
  - 嚴復逝。
  - 孫中山到廣州重建軍政府，稱「非常大總統」。
  - 陳獨秀在上海成立中國共產黨。
  - 外蒙古建立親蘇的君主立憲政府，宣布獨立；民國北洋政府不予承认並發布聲明予以谴责。
- 1922（民國十一年）：
  - 胡適推行白話文運動。
  - 伍廷芳逝。
  - 汕头市出现强烈台风，造成6万到10万人死亡。
  - 3月9日，上海学生成立“非基督教学生同盟”组织得到北京学生响应，蔡元培等人均予支持，全国展开了非基督教运动。
  - 劉伯明逝。
  - 4月-5月，第一次直奉战争。
  - 6月16日，六·一六事变中陳炯明叛變。
- 1923（民國十二年）：
  - 5月，发生临城劫车案。
  - 直系曹錕賄選，孫中山結束護法運動。
  - 孫中山到廣州三建軍政府，準備聯俄容共。
- 1924（民國十三年）：
  - 國共第一次合作（聯俄容共）。
  - 6月，孙中山创建革命文武两校。陸軍軍官學校（黃埔軍校）開學暨國民革命軍建軍，国立广东大学（中山大学）创建。
  - 8月，发生广州商团事变。
  - 9月-11月，第二次直奉战争。
  - 10月23日，冯玉祥发动北京政变。
- 1925（民國十四年）：
  - 孫中山逝，廣州國民政府成立，國立東南大學校長郭秉文被免除。
  - 3月16日，大理市发生7.0级地震，5000人死亡。
  - 5月30日，五卅运动。
  - 10月，反奉战争。
- 1926（民國十五年）：
  - 3月18日，中山舰事件。
  - 國民革命軍北伐開始。
  - 《古史辨》第一册出版。
- 1927（民國十六年）：
  - 4月12日，上海發生四一二事件
  - 國共第一次合作破裂、南京國民政府成立，寧漢分裂、中共發動南昌暴動，第一次國共內戰開始。
  - 中共湖南省委改组并发动秋收暴动，失败后中国工农红军进行三灣改編，在部队中建立中共党组织，自此中共确立“党指挥枪”。
  - 王國維自殺，著有《人間詞話》。
  - 籌設中央研究院。
  - 加拿大古人类学家步达生在北京周口店发现北京人化石。
- 1928（民國十七年）：
  - 5月3日，山东济南发生五三惨案。
  - 6月4日，皇姑屯事件中，奉系军阀张作霖遇刺身亡。
  - 6月，外交部长王正廷发起以修订不平等条约为中心革命外交。
  - 12月29日，東北易幟，北伐完成，全國統一。
  - 國民政府開始實行《建國大綱》的訓政時期計劃
- 1929（民國十八年）：梁啟超逝，中东路事件。

## 1930年代
- 1930（民國十九年）：中原大戰起。
- 1931（民國二十年）：

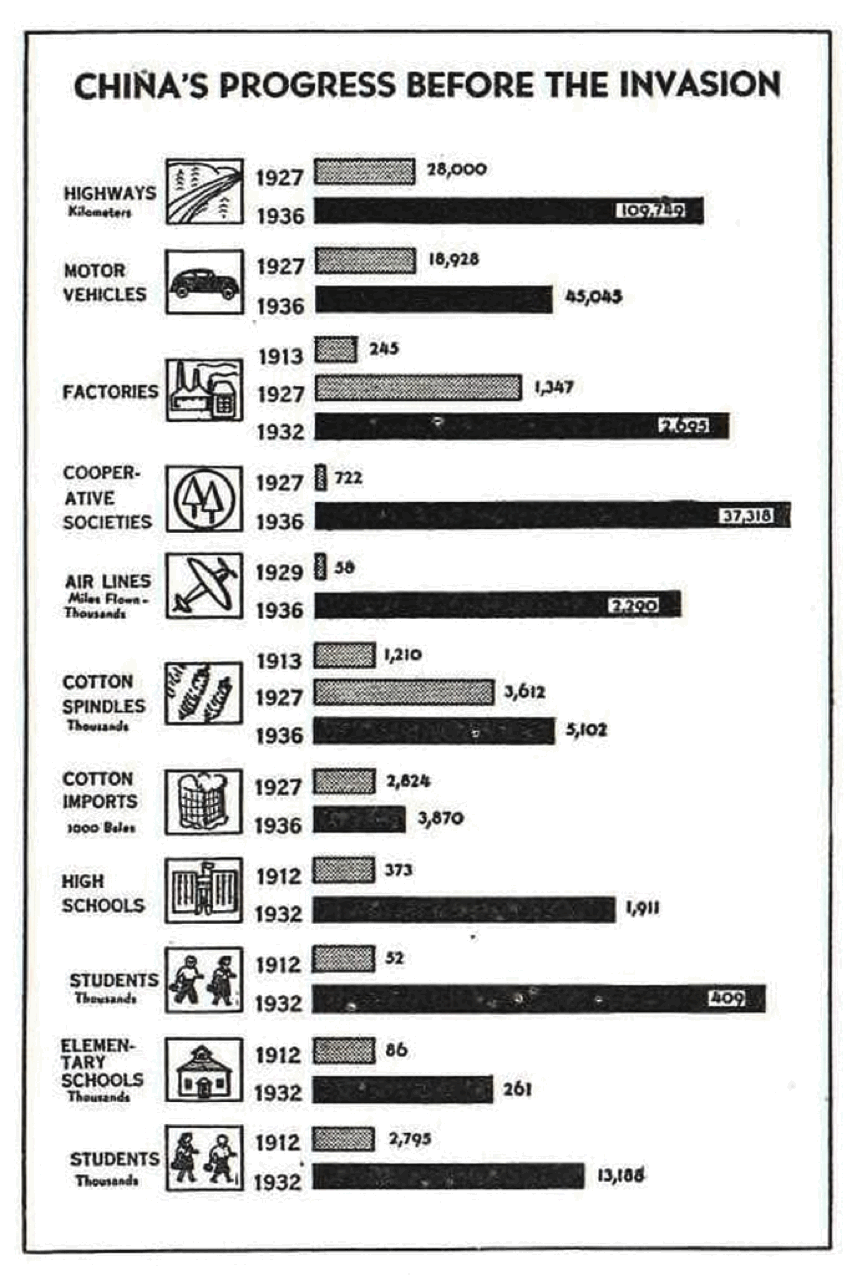
1936年之前的中国经济民生发展。

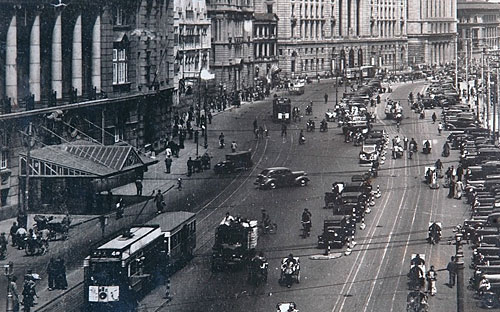
1930年代上海外滩。

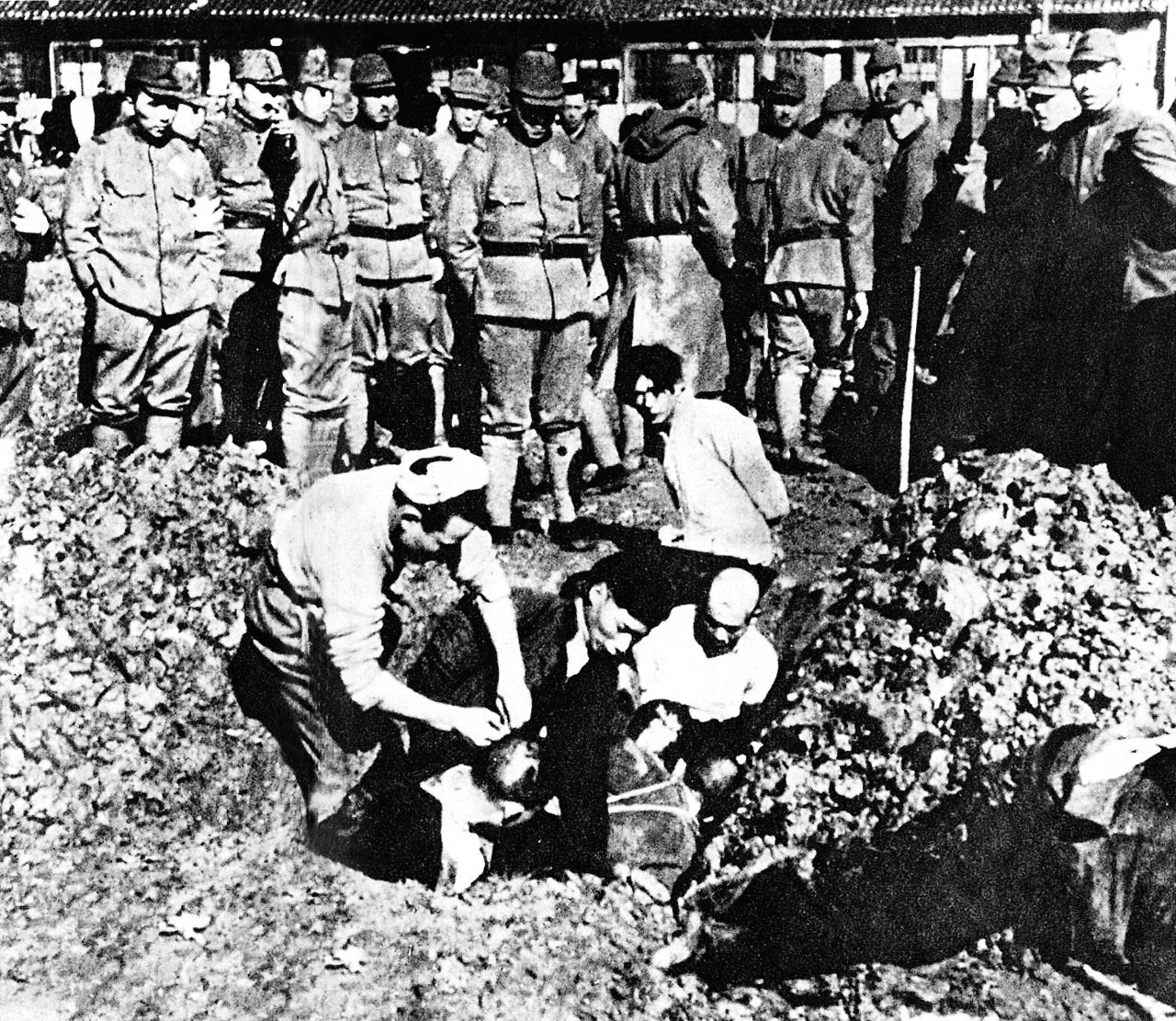
1937年南京大屠殺中，日軍強硬將中國平民押進坑中準備集體活埋。

  - 5月，中国第一辆自主生产汽车“民生牌75型”载货汽车在奉天迫击炮厂下线。
  - 九一八事件，東三省被日本佔領
  - 中國共產黨在江西成立中華蘇維埃共和國（1931-1937）
  - 完成關稅自主
- 1932（民國二十一年）：
  - 一二八事變日本攻占上海
  - 滿洲國成立（溥儀第二次復辟）(1932-1945)
- 1933（民國二十二年）：
  - 巴金在成都著《家》、《春》、《秋》三部曲
  - 中央將北平故宮重要古物南遷
  - 1月-3月，长城战役
  - 7月，國民政府指派(江蘇常熟今張家港)錦豐人，上海交通大學畢業生陳一白鋪築了澄(江陰)巫(張家港巫山)軍用公路，18公里，路基寬9米，1934年1月完工
  - 國聯十九國委員會反對承認滿洲國，日本抨擊國聯
  - 福州發生閩變事件，成立「中華共和國」（1933-1934）
  - 廢兩改元
- 1934（民國二十三年）：
  - 推行新生活運動
  - 第五次圍剿戰爭結束，紅軍棄中央蘇區，開始長征（1934-1936）
  - 沈從文著《邊城》
  - 考古學家黃文弼著《高昌陶集》
- 1935（民國二十四年）：
  - 共產黨遵義會議（毛澤東勢力增大）
  - 夏鼐等發掘殷墟
  - 日本策划“华北五省自治”
  - 12月29日，一二·九运动爆发
  - 法幣政策廢止銀本位
- 1936（民國二十五年）：
  - 國民政府航空委員會成立防空總台，陳一白為防空情報電臺總台首任少將總台長，建立崇明、海州、溫州、杭州灣外桃花島、陳錢山、小洋山、大洋山等十個監視台。
  - 西安事變，張學良自此遭軟禁
  - 魯迅逝，章炳麟逝，胡漢民逝
- 1937（民國二十六年）：
  - 春，國民政府鞏固江防，再次由陳一白自江陰要塞向東，經楊舍、福前鎮東、東萊、合興至錦豐，搶築軍用公路。春季測量，盛夏施工，建橋築基。同時常(熟)十(二圩港)公路段始築，43公里，路基寬7米，路面寬3米。1943年1月9日常熟鹿苑公路段試行通車。
  - 國共第二次合作，成立「抗日民族統一戰線」
  - 1937年7月7日發生七七事變
  - 1937年7月17日蒋介石发表廬山聲明。
  - 淞滬會戰，8月14日中日首次空戰，陳一白指揮偵報日寇情報電訊精確，獲八一四空軍大捷
  - 8月15日蔣中正在日記中記道：“倭寇空軍技術之劣，於此可以寒其膽矣！”此後國民政府航空委員會秘書長宋美齡提議以後每年8月14日為中國空軍節
  - 12月13日南京大屠殺。
  - 十年建設（1928-1937）結束
- 1938（民國二十七年）：
  - 中国军队在台儿庄歼灭日军一万余人
  - 4月，對日作戰的最高指揮機構——中央軍事委員會軍令部成立抗日戰爭期間最高的軍事情報機構——軍令部第二廳，陳一白將軍出任軍事委員會特種技術研究室副處長，時任軍事委員會委員長的蔣中正在自己的辦公室成立日本密電檢譯總台，授命宋子文外甥溫毓慶中將為處長，和陳將軍合作主管情報電訊。
  - 武漢會戰。
  - 國民政府遷都重慶。
  - 北大、清大、南開大學遷到昆明合組西南聯大。
  - 12月，滇缅公路初步建成通车。
- 1939（民國二十八年）：
  - 日軍炸重慶、潼關、洛陽、襄陽、西安、宜昌、泉州、成都等地
  - 9月，為紀念淞滬會戰中日首次空戰八一四空軍大捷，國民政府正式下令8月14日為中國空軍節。

## 1940年代
- 1940（民國二十九年）：

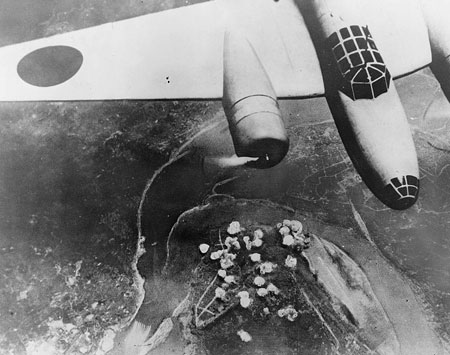
日军轰炸重庆，1940年摄。

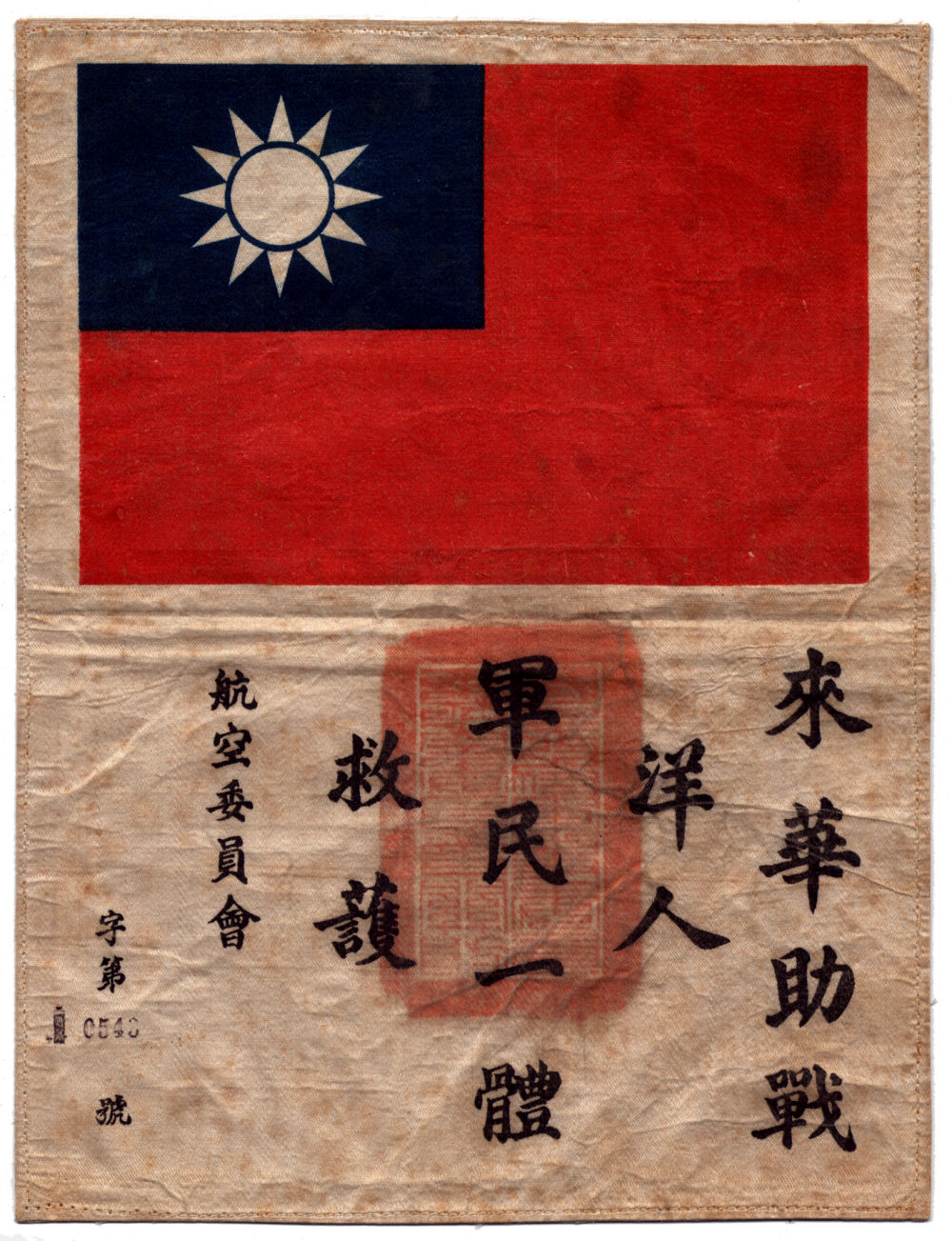
中国（重庆）空军美籍志願大隊血幅（1941年到1942年）。

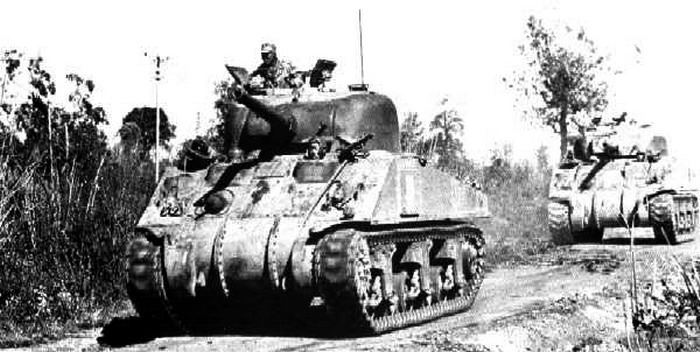
中国远征军在缅甸，1943年摄。

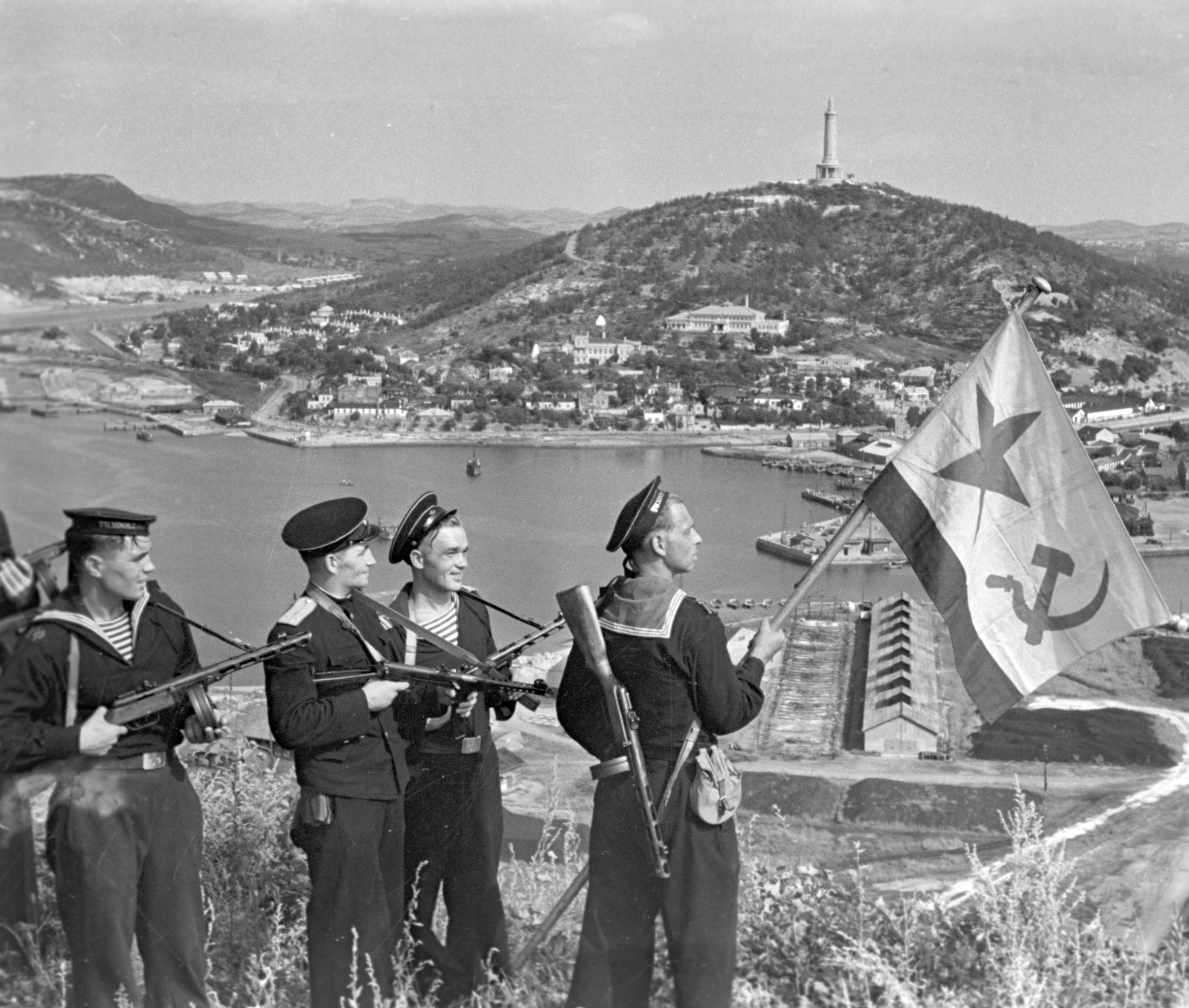
1945年苏联海军占领旅顺口。

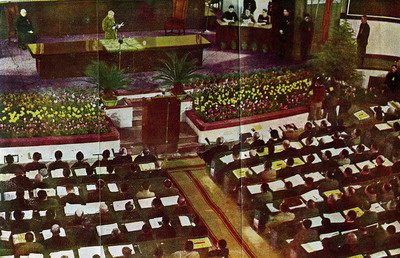
1946年制憲國民大會。

  - 8月，香港政府正式邀請中方派員赴香港，代建防空情報系統。陳一白率員赴港，以中央軍事委員會軍令部第四處名義，建立駐香港第八工作隊，從事香港航空情報之偵測工作，對廣州、三灶島、海南島各地之敵機動態，均有詳密之偵報。香港當局還聯同中國在廣東沿海組織防空情報網。
  - 汪精衛於南京成立國民政府，美、法拒絕承認。
  - 蔡元培逝。
- 1941（民國三十年）：
  - 9月至1942年4月期間，航委會雲南壘允防空指揮部首長陳一白少將指揮偵報日機情報電訊精確，協同陳納德飛虎隊作戰，8個月，40多次空戰，共計擊落日機300多架，陳一白和陳納德對中國抗戰貢獻巨大
  - 日本突襲珍珠港，美國、英國和中華民國向日本宣戰，太平洋戰爭（1941-1945）開始。
- 1942（民國三十一年）：
  - 5月1日下午，迫於戰事不利，壘允撤退，陳一白將軍轉赴成都，化名何非光，防空總薹設在西門大街共和裏一百四十幾號，是一所洋房。陳一白將軍繼續協同陳納德飛虎隊作戰。
  - 5月，驼峰航线开辟。
  - 中國遠征軍入緬作戰起，投入兵力總計40萬人，傷亡接近20萬人。
- 1943（民國三十二年）：中、美、英三盟國在開羅發表對日作戰宣言——開羅宣言。
- 1944（民國三十三年）：
  - 豫湘桂會戰。
  - 汪精衛逝。
  - 盟軍轟炸機首次從成都起飛轟炸日本本土及日軍佔領區，共1614架次。
- 1945（民國三十四年）：
  - 苏联武装军事占领东北地区。
  - 抗日戰爭結束、1945年國共衝突；國共重庆谈判後簽訂雙十協定。
  - 陳儀將軍代表盟軍中國戰區最高統帥蔣中正在臺北公會堂接受在臺日軍的投降。
  - 《中蘇友好同盟條約》签订。
  - 外蒙古舉行公民投票獨立。
- 1946（民國三十五年）：
  - 1月10日政治协商会议开幕。
  - 國民政府宣布承認外蒙古獨立。
  - 第二次國共內戰（又称戡乱战争、解放战争）起。
  - 陶行知逝。
  - 詩人聞一多被殺。
  - 制憲國民大會在南京国民大会堂举行。
  - 《中華民國憲法》通過。
- 1947（民國三十六年）：
  - 《中華民國憲法》公布，施行憲政。
  - 国民革命军实行軍隊國家化，改称中華民國國軍。
  - 台灣二二八事件。
  - 中華民國政府表示反對蒙古人民共和國加入聯合國。
- 1948（民國三十七年）：
  - 國民大會成立。
  - 蔣中正當選第一任中華民國總統。
  - 國民政府改组成立中華民國政府。
  - 國庫黃金運到台灣，金圓券風暴。
  - 馮玉祥逝。
  - 朱自清逝。
  - 蒋中正亲自下令查封上海《观察》杂志和逮捕《观察》工作人员
  - 長春圍困戰餓死難民十餘萬人，以國軍投降結束。
  - 遼西會戰結束，共軍攻占東北全境。
- 1949（民國三十八年）：
  - 三大會戰結束，國軍主力喪失殆盡。
  - 白崇禧要求蔣中正辭總統，副總統李宗仁代理總統與共產黨和談，和談破裂。随后共产党率解放军发动渡江战役，攻占首都南京和经济中心上海。
  - 中華民國先遷都廣州，再遷都重慶，接著在不足半月內遷都成都。
  - 台灣省政府主席兼台灣省警備總司令陳誠頒布台灣省戒嚴令
  - 美軍放棄青島基地，連同國軍撤退後，解放軍進駐青島。
  - 廣東和廣西國軍撤往海南島或越南。
  - 金門古寧頭戰役
  - 中國人民解放軍包圍成都，蔣中正搭機撤往台灣。